# Sindal Lufthavn
Sindal Lufthavn (ICAO-lufthavnskode EKSN) er en kommunalt ejet flyveplads, der ligger ved Sindal mellem Frederikshavn og Hjørring. Lufthavnen blev etableret i 1976 drevet af Hjørring og Frederikshavn Kommune. Frederikshavn trak sig som medejer af lufthavnen i 2012. Lufthavnen hører under Hjørring kommunes Teknik & Miljø-afdeling og har Hjørrings borgmester som øverste chef.
Flyvepladsen har indtil 2022 opretholdt status som lufthavn, nye EU-krav har dog medført at omkostningerne forbundet med at drive lufthavn ikke kunne forsvares i Sindal, og pr. 1. januar 2022 er statussen derfor ændret til flyveplads. Sindal Lufthavn må dog stadig godt kalde sig for lufthavn.

## Faciliteter
Flyvepladsens 1199 meter lange og 30 m brede startbane er af asfalt og har banenumrene 08 i den vestlige ende og 26 i den østlige ende. Lufthavnen har et kategori I-instrumentlandingssystem med en samplaceret localizer og GP og derudover en et DME-anlæg. Der findes desuden brændstofanlæg til forskellige slags brændstof samt et mindre flyværksted og hangar.

## Radiokommunikation
Til flyvepladsen er knyttet en bestemt radiokanal på frekvensen 118,75 MHz; en frekvens, som primært bruges af de fly der flyver til og fra lufthavnen til at orientere hinanden om deres tilstedeværelse og hensigter. Indenfor lufthavnens åbningstider vil tårnet være bemandet med en person, som vejleder trafikken til og fra lufthavnen. Udenfor åbningstiderne beflyves lufthavnen som en ubemandet flyveplads i luftrumsklasse G.

## Brugere
Flyvepladsen bruges i dag af SUN-AIR Technic, til flyværksted. Flyselskabet Sun-Air of Scandinavia, har af denne grund, tit fly stående i lufthavnen.
Flyvepladsen har ingen faste ruteflyvninger og nogle af de faste brugere af lufthavnen er Sindal Flyveklub og Faldskærmsklubben Nordenfjords.